# Фоса (Италия)
 Тази статия е за селото в Южната Италия.  За вивероподобния бозайник от Мадагаскар вижте Фоса.  
Фо̀са (на италиански: Fossa) е село и община в Южна Италия, провинция Акуила, регион Абруцо. Разположено е на 644 m надморска височина. Населението на общината е 704 души (към 2010 г.).